# Hugo Ebbinghaus (Politiker)
Hugo Ebbinghaus (* 17. September 1830; † 19. November 1893) war ein deutscher Unternehmer und Politiker. 
Ebbinghaus heiratete Louise Sophie geborene Kissing. Aus der Ehe ging der Sohn Gustav Ebbinghaus hervor. Er war Kaufmann und Fabrikbesitzer in Iserlohn und wurde als geheimer Kommerzialrat ausgezeichnet. 1884 (als Stellvertreter) und 1885 bis 1893 war er für den Stand der Städte im Wahlbezirk Mark und die Stadt Iserlohn bzw. später für den Wahlkreis Iserlohn Abgeordneter im Provinziallandtag der Provinz Westfalen.